# Appendicula hexandra
Appendicula hexandra är en orkidéart som först beskrevs av J.König, och fick sitt nu gällande namn av Johannes Jacobus Smith. Appendicula hexandra ingår i släktet Appendicula och familjen orkidéer. Inga underarter finns listade i Catalogue of Life.